# Shi Xie
Shì Xiè (chinesisch 士燮, vietnamesisch Si Nhiêp, * 137; † 226) war ein chinesischer Provinzgouverneur der Han-Dynastie.
Unter der Regierung Kaiser Huans diente er in der Kaiserlichen Kanzlei, gab diesen Posten jedoch auf und ging zu seinem Vater in die Wu-Präfektur in der Yang-Provinz. Nach dem Tod seines Vaters wurde Shi Xie zum Gouverneur der Jiao-Provinz ernannt, dem südlichsten Außenposten des Han-Reiches, der sich bis ins heutige Tonkin erstreckte. Im Jahr 210 unterwarf sich Shi Xie dem Kriegsherrn Sun Quan. Nach seinem Tod im Jahr 226 wurde die Provinz geteilt, und Shi Xies Söhne Shi Zhi und Shi Hui erhoben sich gegen die von Sun Quan gesandten neuen Gouverneure Lü Dai und Chen Si. Sie fielen einem Attentat zum Opfer, und die Shi-Familie spielte fortan keine Rolle mehr in der Regierung.